# Maryna Viazovska
Maryna S. Viazovska (em ucraniano:  Марина Сергіївна Вязовська; Kiev, 1984) é uma matemática ucraniana, especialista em teoria dos números, que em 2022 recebeu a Medalha Fields ao resolver o problema do empacotamento de esferas. É, portanto, a segunda mulher a receber o prêmio. 

## Empacotamento de esferas
O problema resolvido pode ser sintetizado em "quantas bolas é possível colocar numa caixa muito grande?".
Viazovska resolveu o problema do empacotamento de esferas em dimensão 8 e, em colaboração com outros, em dimensão 24.
Previamente, o problema tinha sido resolvido apenas para três ou menos dimensões, e a demonstração da versão tridimensional (a conjectura de Kepler) envolveu longos cálculos por computadores. Em contraste, a demonstração de Viazovska para as dimensões 8 e 24 é "incrivelmente simples". Como resultado de seu estudo, em que juntou a teoria dos números com a análise de Fourier, novas linhas de pesquisa foram abertas pelo mundo.

## Vida acadêmica
Viazovska considera Euclides como seu herói matemático e é fascinada pela área da Matemática desde criança. 
Formou-se na Universidade Nacional Taras Shevchenko, em Kiev, e cursou sua pós-graduação na Alemanha. Durante seu pós-doutorado em Berlim, estudou o problema das esferas de Kleper, o que a incentivou a incorporá-lo em sua tese.
Foi palestrante convidada do Congresso Internacional de Matemáticos no Rio de Janeiro.
Desde 2017, é professora na Escola Politécnica Federal de Lausana, na Suíça.

## Prêmios
Recebeu o Prêmio Ruth Lyttle Satter de Matemática de 2019.
Ela recebeu a Medalha Fields, acompanhada de 15 mil dólares canadenses, em 2022, o que faz dela a segunda mulher (e a primeira pessoa de nacionalidade ucraniana) a receber uma Medalha Fields. Foi eleita uma das "100 mulheres mais inspiradoras e influentes do mundo em 2022" pela BBC. O congresso onde recebeu a medalha ocorreu em Helsínquia, Finlândia (originalmente, a cerimônia ocorreria em São Petersburgo, mas devido à Invasão da Ucrânia, foi transferida) no Congresso Internacional de Matemáticos. Os outros ganhadores do mesmo ano foram: Hugo Duminil-Copin, June Huh e James Maynard.

## Publicações selecionadas
Apesar de Viazovska ser mais conhecida por sua solução para o problema do empacotamento de esferas, também realizou trabalhos em fórmulas de interpolação de Fourier, bem como questões de minimização de energia, entre outros.
- Bondarenko, Andriy; Radchenko, Danylo; Viazovska, Maryna (2013), «Optimal asymptotic bounds for spherical designs», Annals of Mathematics, Second Series, 178 (2): 443–452, MR 3071504, arXiv:1009.4407, doi:10.4007/annals.2013.178.2.2
- Viazovska, Maryna (2017), «The sphere packing problem in dimension 8», Annals of Mathematics, 185: 991–1015, arXiv:1603.04246, doi:10.4007/annals.2017.185.3.7
- Cohn, Henry; Kumar, Abhinav; Miller, Stephen D.; Radchenko, Danylo; Viazovska, Maryna (2017), «The sphere packing problem in dimension 24», Annals of Mathematics, 185: 1017–1033, arXiv:1603.06518, doi:10.4007/annals.2017.185.3.8